# Neurigona pullata
Neurigona pullata är en tvåvingeart som beskrevs av Negrobov 1988. Neurigona pullata ingår i släktet Neurigona och familjen styltflugor. Inga underarter finns listade i Catalogue of Life.